# Peloponnesiska förbundet
Peloponnesiska förbundet var en allians av stater på den grekiska halvön Peloponnesos och i en stor del av mellersta Grekland under sjätte och femte århundradet f.Kr.. Sparta var ledare för detta frivilliga förbund men var inte huvudstaden för ett välde. Mer än en tredjedel av Peloponnesos tillhörde Sparta. Eftersom de övriga staterna på halvön var små var det naturligt att Sparta stod i spetsen för förbundet och med undantag av Argos erkände alla dess ledande position.
Trots att de i fredstid inte betalade skatt till Sparta och inte behövde låta sina tvister avgöras i Sparta och trots sin fria yttranderätt vid sammankomsterna var de små staterna beroende av Sparta. För att komma överens om ett företag som var av allmänt intresse för förbundet och krävde en gemensam ansträngning samlades ombud från varje stad för överläggning och företog omröstning. Varje stad släppte till så mycket folk och pengar som den gemensamma saken fordrade och ingen frihet kränktes. Spartanerna överlade dock särskilt för varje företag och deras beslut var avgörande. 
Under det peloponnesiska kriget var det attiska sjöförbundet det peloponnesiska förbundets motståndare.